# Jarudej
Lo Jarudej (in russo Ярудей?) è un fiume della Russia siberiana occidentale, affluente di sinistra del fiume Nadym. Scorre nel Nadymskij rajon del Circondario autonomo Jamalo-Nenec.
Il fiume scorre dapprima con direzione settentrionale poi orientale attraverso la pianura del Nadym (Надымская низменность), nella parte nord del bassopiano siberiano occidentale, finendo per sfociare in un braccio secondario del Nadym chiamato Chorovaja; il fiume non incontra centri urbani in tutto il suo corso. La sua lunghezza è di 257 km; il bacino è di 9 630 km².
Al fiume tributano circa 560 corsi d'acqua, i maggiori dei quali sono: Ngarka-Pyrjajacha, Limbjajacha, Machanjad-Pus”jacha dalla destra idrografica; Sandjajacha, Malaja Chojjacha e Langsedajacha dalla destra.
Analogamente a tutti i fiumi della zona, lo Jarudej resta gelato per molti mesi l'anno, mediamente nei 7-8 mesi compresi fra la metà di ottobre e la fine di maggio o i primi di giugno. Nella tarda primavera e all'inizio dell'estate si hanno le maggiori piene, che durano all'incirca due mesi fra maggio e luglio.